# حادث رحلة أيروفلوت رقم 315 عام 1959
رحلة أيروفلوت رقم 315 كانت رحلة جوية منتظمة من مطار فنوكوفو الدولي في موسكو إلى مطار لفيف في أوكرانيا. في 16 نوفمبر 1959، تعرضت الطائرة لحادث أثناء الاقتراب النهائي من مدرج المطار، مما أدى إلى سقوطها قبل الهبوط ومقتل جميع من كانوا على متنها.
خلصت لجنة تحقيق حوادث الطيران إلى أن سبب الحادث كان نتيجة مزيج من عيوب تصميمية وتراكم الجليد.

## الحادث
غادرت الرحلة 315 مطار فنوكوفو في الساعة 16:48 بتوقيت موسكو، وأُذِن لها بالصعود إلى ارتفاع 7000 متر. عند اقتراب الطائرة من لفيف، كان الطقس باردًا بدرجة حرارة -1 درجة مئوية، ورطوبة 97%، ورؤية محدودة تبلغ حوالي ثلاثة كيلومترات مع احتمال تشكل الجليد. كان الهبوط طبيعيًا، وأبلغ الطيار بوصوله إلى العلامة الخارجية على ارتفاع 200 متر. قبل الوصول إلى العلامة الداخلية، خرجت الطائرة من السحب وتحول الطاقم إلى قواعد الطيران البصري. عند الساعة 19:06 وأثناء الهبوط على ارتفاع 110 أمتار، ضُبِطت أجنحة الطائرة على زاوية 45 درجة، وبدأت الطائرة في النزول بسرعة حادة. على بعد 2100 متر من المدرج وبزاوية أنف منخفضة تبلغ 25 درجة، تحطمت الطائرة وانقلبت واشتبكت فيها النيران. أدى الاصطدام والحريق الناتج عنه إلى وفاة جميع من كانوا على متنها.

## الطائرة
أُنجز تصنيع طائرة أنتونوف أن-10 المعنية، ذات الرقم التسلسلي 9401402، في مصنع فورونيج للطائرات بتاريخ 5 يونيو 1959،وأُلحقت لاحقًا إلى أسطول الطيران المدني. وعند وقوع الحادث، بلغ مجموع ساعات الطيران للطائرة 277 ساعة.

## التحقيق
بعد فحص الأدلة المتوفرة، خلصت لجنة تحقيق حوادث الطيران إلى أن خللاً في نظام التحكم بقوة المحرك، إلى جانب وضع غير مناسب لبعض أدوات القيادة في قمرة الطائرة، قد يكون ساهم في وقوع الحادث. وُرجح أيضًا أن قائد الطائرة قد خفّض القوة بسبب تجمد أنبوب بيتو، مما أدى إلى قراءة مؤشر سرعة الهواء بقيمة أعلى من السرعة الفعلية.
في 26 فبراير 1960، وبعد حوالي ثلاثة أشهر من هذا الحادث، تحطمت طائرة أن-10 أخرى في ظروف مشابهة. أظهرت الاختبارات لاحقًا أن تجمد المثبت الأفقي تسبب في حدوث زاوية هجوم فائقة الخطورة، مما أدى إلى هبوط مفاجئ للطائرة عند خفض الأجنحة (الرفارف) إلى أقصى درجة 45. لمواجهة هذه المشكلة، جرى تحسين أنظمة الحماية من التجمد للمثبت الأفقي، وصدر قرار بمنع استخدام الرفارف بأكثر من 15 درجة في ظروف التجمد المعروفة.